# 50a Divisió (Exèrcit Popular de la República)
La 50a Divisió va ser una de les divisions de l'Exèrcit Popular de la República que es van organitzar durant la Guerra Civil espanyola sobre la base de les Brigades Mixtes. Va estar desplegada en el front de Llevant.

## Historial
Durant 1937 en el front Nord ja havia existit una divisió que va emprar aquesta numeració.
En la primavera de 1938, en el si del XX Cos d'Exèrcit, es va crear una divisió que va rebre la numeració «50». Després d'integrar en el seu si a les brigades mixtes 203a, 204a i 205a, va ser enviada al capdavant de Llevant per a fer front l'ofensiva franquista que tractava de conquistar València. Posteriorment seria assignada al XXI Cos d'Exèrcit. Va romandre en el front de Llevant fins al final de la contesa, sense participar en operacions militars de rellevància.

## Comandaments
Comandants
- tinent coronel d'infanteria Julián del Castillo Sánchez;[6]
- major de milícies José Castelló Manzano;[5]

Comissaris
- Carlos del Toro Gallego, del PCE;[7]

Caps d'Estat Major
- major de milícies José García Benedito;

## Ordre de batalla
| Data               | Cos d'Exèrcit adscrit | Brigades Mixtes integrades | Front de batalla |
| ------------------ | --------------------- | -------------------------- | ---------------- |
| 30 d'abril de 1938 | XX Cos d'Exèrcit      | 186a, 187a i 188a          | Reserva general  |
| 17 de maig de 1938 | XX Cos d'Exèrcit      | 203a, 204a i 205a          | Llevant          |
| Agost de 1938      | XXI Cos d'Exèrcit     | 195a, 204a i 205a          | Llevant          |